# Niecino
Niecino (niem. Gr. Netzin See) – jezioro rynnowe w Polsce położone w województwie zachodniopomorskim, w powiecie drawskim, w gminie Drawsko Pomorskie.
Akwen o bardzo urozmaiconej linii brzegowej, leżący na Pojezierzu Drawskim, około 800 metrów na północny zachód od wsi Borne.